# Московская (Кировская область)
 Московская  — деревня в Афанасьевском районе Кировской области в составе Ичетовкинского сельского поселения.

## География
Расположена на расстоянии примерно 8 км на юго-запад по прямой от райцентра поселка  Афанасьево.

## История
Известна с 1891 года как починок Ануфрия Буданцева, в 1926 году в починке (уже Московский) дворов 7 и жителей 37 (в том числе 29 «пермяков»), в 1950 (деревня Московская) 42 и 175, в 1989 316 жителей. Настоящее название утвердилось с 1939 года.  

## Население
Постоянное население составляло 296 человек (русские 97%) в 2002 году, 238 в 2010.